# TV조선 뉴스 날
《TV조선 뉴스 날》은 대한민국 TV조선에서 매일 밤 8시 00분에 방송되는 TV조선의 메인 뉴스 프로그램이다. 2011년 12월 1일부터 2012년 9월 16일까지 프로그램 TV조선 주말뉴스 토 일 후속으로 편성되었다.

## 방송 시간 변경
- 원래 뉴스 편성 시간이 9시였으나, 2012년 2월 6일부터는 개편으로 인해 월화드라마와 수목드라마가 9시대에 편성됨에 따라 방송시간을 8시로 옮겨서 방송되었다.
- 후속으로는 평일 오후 10시, 주말 오후 7시로 옮겨서 《TV조선 뉴스쇼 판》과 《TV조선 주말뉴스 7》로 방송되고 있다.

## 방송 시간
매일 밤 9시에 TV와 라디오를 통해서 동시에 생방송되었다.
※ 현재 방송 시간은 2014년 6월 6일 이후의 기준임

### 평일
| 방송 채널 | 방송 기간                         | 방송 시간                        |
| --------- | --------------------------------- | -------------------------------- |
| TV조선    | 2011년 12월 1일 ~ 2012년 9월 14일 | 매주 평일 밤 8:00 ~ 08:40 (40분) |

### 주말
| 방송 채널 | 방송 기간                         | 방송 시간                       |
| --------- | --------------------------------- | ------------------------------- |
| TV조선    | 2011년 12월 1일 ~ 2012년 9월 16일 | 매주 주말 밤 8:00 ~ 8:20 (20분) |

## 현재 앵커
평일
- 김기성
- 이하정

주말
- 윤정호
- 이승연

## 역대 앵커
평일
| 대수 | 앵커   | 앵커   | 진행 기간                        |
| 대수 | 남성   | 여성   | 진행 기간                        |
| ---- | ------ | ------ | -------------------------------- |
| 1대  | 김진우 | 이하정 | 2011년 12월 1일 ~ 2012년 2월 3일 |
| 2대  | 김기성 | 이하정 | 2012년 2월 6일 ~ 2012년 9월 14일 |

주말
| 대수 | 앵커   | 앵커   | 진행 기간                         |
| 대수 | 남성   | 여성   | 진행 기간                         |
| ---- | ------ | ------ | --------------------------------- |
| 1대  | 최희준 | 김지언 | 2011년 12월 3일 ~ 2012년 1월 22일 |
| 2대  | 윤정호 | 김지언 | 2012년 1월 28일 ~ 2012년 2월 5일  |
| 3대  | 윤정호 | 이승연 | 2012년 2월 11일 ~ 2012년 9월 16일 |

## 그 외 TV조선 뉴스 프로그램
- 모닝 뉴스쇼 깨
- 생생 라이프
- TV조선 정오뉴스
- 뉴스와이드 참
- TV조선 오후뉴스